# Magia verde
Magia verde è un film italiano del 1953 diretto da Gian Gaspare Napolitano.

## Trama
Viaggio attraverso il Sud America da parte della troupe del Conte Leonardo Bonzi e di Gian Gaspare Napolitano.

## Curiosità
Celebre è la scena di un bovino divorato dai pirana. Per ottenere la miglior ripresa la scena fu girata varie volte e sacrificati vari bovini.
Circola una leggenda metropolitana che dice che alcuni indigeni vendettero un loro anziano parente (destinato a poco comunque alla morte) affinché venisse divorato da un boa e la cosa filmata per il documentario. La scena iniziò ma qualcuno della troupe ebbe rimorsi di coscienza sparando all'animale e il vecchio fu restituito ai suoi parenti.
In seguito al successo nel globo del film Mondo cane di Gualtiero Jacopetti, Franco Prosperi e Paolo Cavara il film, considerato un anticipatore del boom dei Mondo movie, fu ridistribuito col nuovo titolo Mondo Keaznut.

## Riferimenti nella cultura di massa
Alla leggenda metropolitana dell'anziano che doveva essere divorato da un boa s'ispira un passaggio dell'albo di Mister No intitolato "Cinema crudele".

## Riconoscimenti
- 1953 - Festival di Berlino
  - Orso d'argento
- 1953 - Nastro d'argento
  - Nastro d'argento alla migliore fotografia